# 戴紹曾
戴紹曾（James Hudson Taylor III，1929年8月12日—2009年3月20日），生於中國河南省開封市，戴德生第四代子孫，父親戴永冕是循理會宣教士。

## 生平
由於在中國成長，戴紹曾說一口流利的普通話，對中國文學有一定的造詣，了解中國人的思維方式。太平洋戰爭爆發後，英美宣教士及家屬很多被關進濰坊的日本集中營，少年時期的戴紹曾在那裡度過了數年，其中有李愛銳等宣教士教導他們。日本戰敗後，集中營內的宣教士得到釋放。
1946年在美國進修哲學及宗教，畢業於密西根州 Spring Arbor College，伊利諾州Greenville College，1954年在艾斯伯利神學院（Asbury Theological Seminary）取得神學道學士畢業。1951 年，他與大學同窗賴恩（Leone Tjepkema）結婚，婚後育有一子二女。他後來亦於耶魯大學修讀歷史及神學。
- 1955年6月，年輕的戴紹曾夫婦抵達台灣高雄，開始他們的宣教事奉，在他父親創辦的聖光聖經書院任教。
- 1960年擔任聖光神學院院長一職。
- 1970年成為中華福音神學院創校院長。
- 1980年成為海外基督使團第七任總主任。
- 1991年與太太移居香港。
- 1993年在中國內地創辦「國際專業服務機構」(MSI)，在他出任總裁的十年間，MSI 由國際醫療服務機構擴展至國際專業服務機構，服務範圍亦更加多樣化，包括醫療、英語教學、社區發展、畜牧、青年工作及工商管理等項目。
- 2007年獲四川省的山區縣政府頒發「榮譽市民」稱號。
- 2008年於「四川賑災‧全港基督徒禱告與行動」聚會激勵港人救災。

因著他在基督教宣教上的卓越貢獻，戴紹曾牧師分別在Greenville College (1978)及Asbury Theological Seminary (1987)獲頒榮譽博士學位，並先後於多倫多天道學院Tyndale College (2001) 及Spring Arbor University (2008)再獲頒兩個榮譽博士學位。 
2009年3月20日凌晨4時30分，因肝癌於香港主懷安息，終年79歲，留下妻子戴賴恩，和三個孩子：戴美琳，女婿翟伯樂；戴美溪，女婿艾立楷；戴繼宗，媳婦柯悅敏，以及孫輩九人。同年4月4日於九龍城浸信會舉行安息禮拜。

## 外部連結
- 戴紹曾牧師逝世一周年短片 （页面存档备份，存于）
- 2021戴紹曾博士紀念講座影片【中華福音神學院】 （页面存档备份，存于）
- 2023戴紹曾博士紀念講座影片【中華福音神學院】 （页面存档备份，存于）